# Plaza de los Mártires (Trípoli)

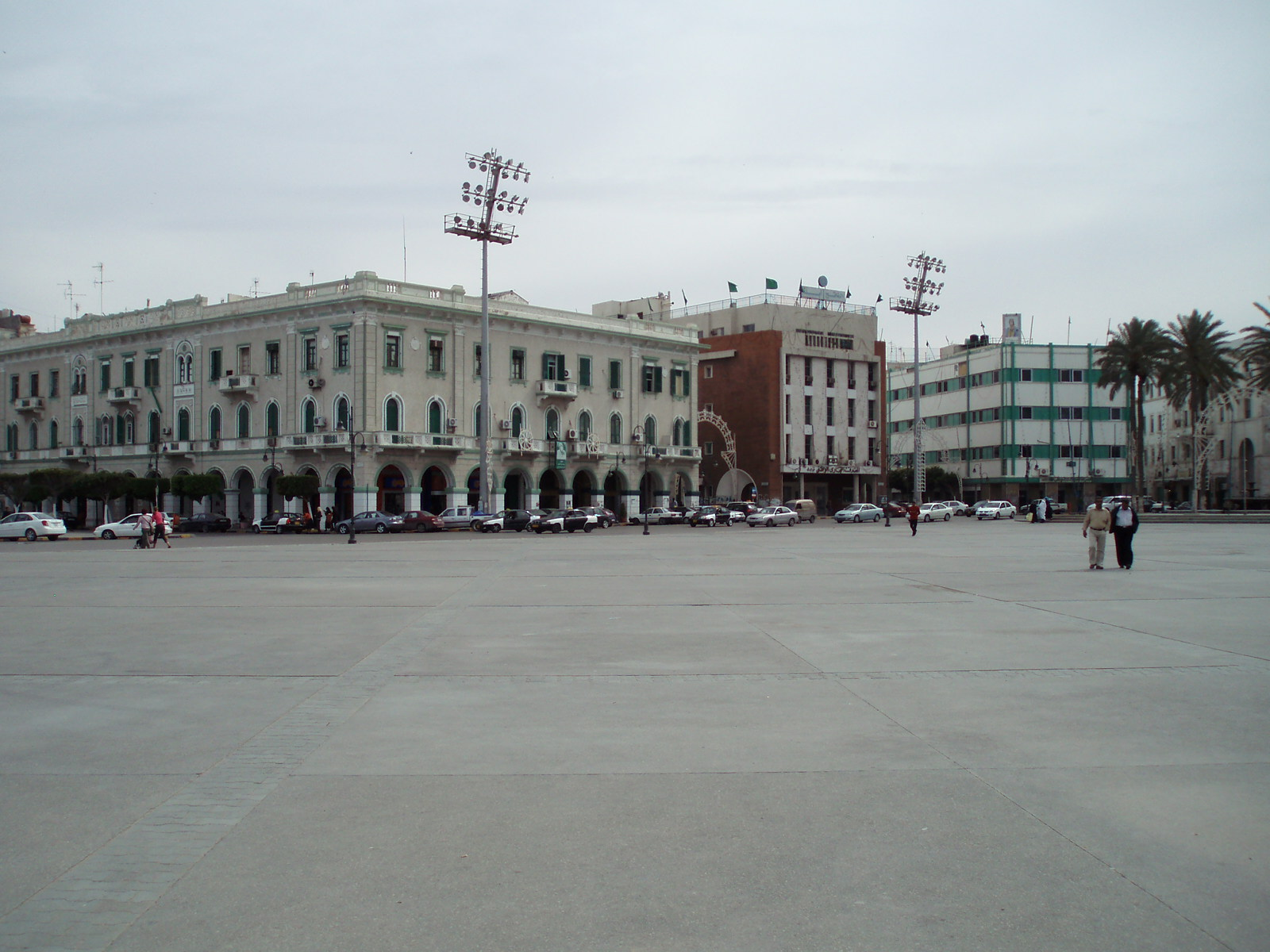
Plaza de los Mártires.

La plaza de los Mártires (en árabe: ميدان الشهداء‎ Maydān ash-Shuhadā’), antiguamente durante el régimen de Muamar el Gadafi como plaza Verde (لساحة الخضراء :Sāhah al-Hādra’), es un punto de referencia céntrico en la zona portuaria de la ciudad de Trípoli.  El principal centro comercial de la ciudad se extiende alrededor de la plaza.

## Historia

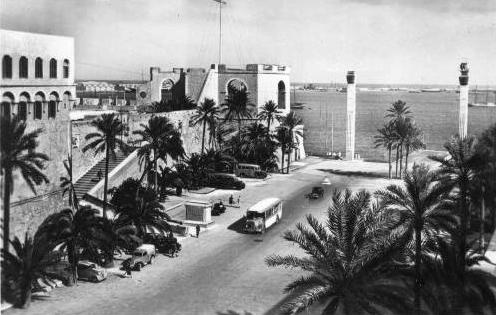
Plaza de los Mártires.

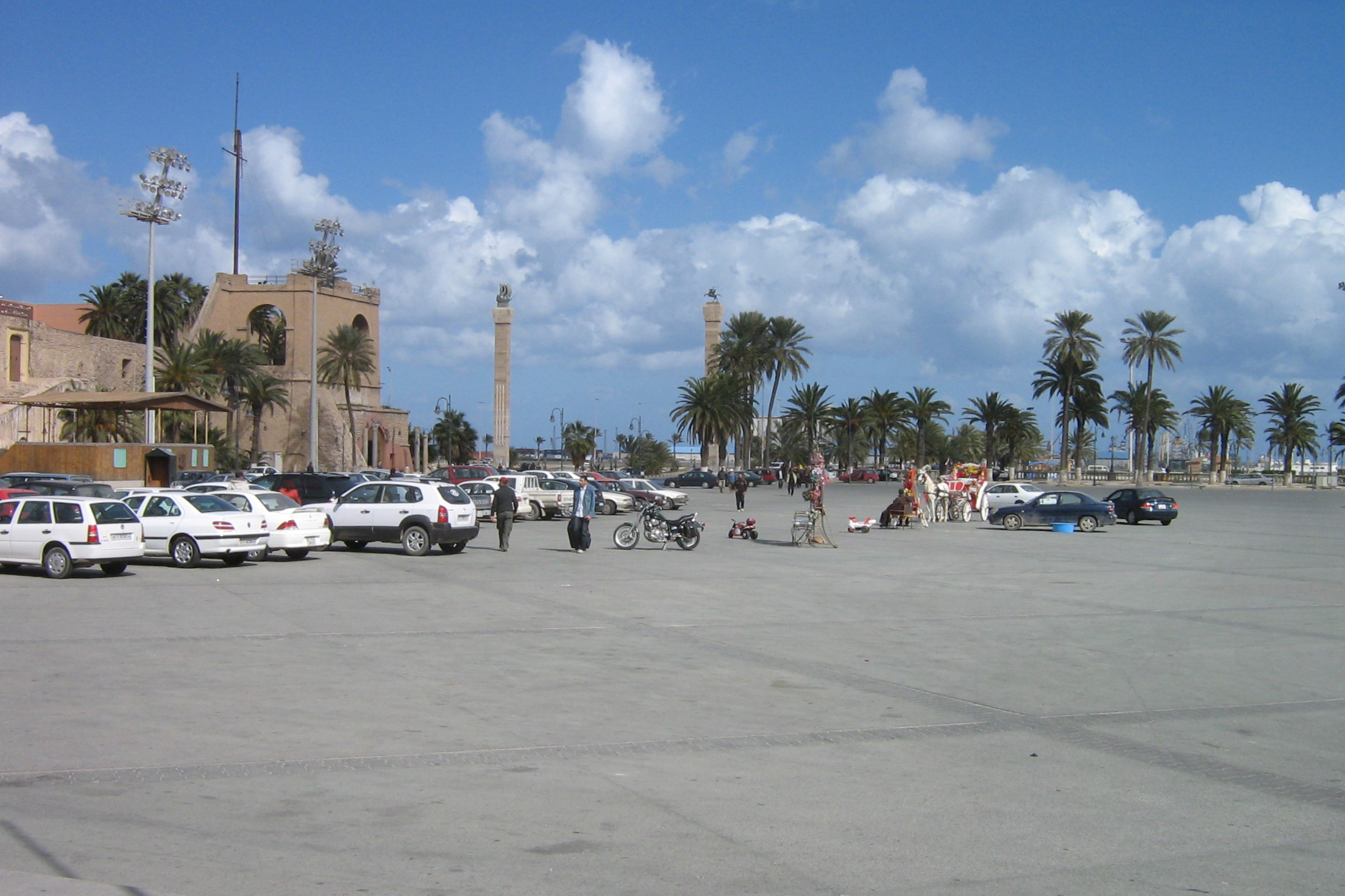
Vista hacia el norte y hacia el mar de la Plaza de los Mártires. A la izquierda, el Castillo Rojo.

La plaza fue construida originalmente por los gobernantes coloniales italianos. Destaca en ella el Castillo Rojo, en el lado occidental de una amplia avenida, con dos altos pilares, que llega hasta el mar. Sobre un pilar hay representdo un barco, y, sobre el otro, un jinete.

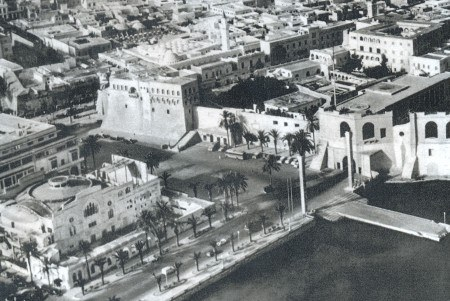
Vista aérea de la Plaza de la Independencia con el Castillo Rojo y el Teatro Miramare (parte inferior izquierda) en los años 50.

En el lado oriental, se hallaba el Teatro Real de Miramare, pero fue derribado después de la década de 1960 con el fin de ganar espacio para las manifestaciones multitudinarias. La plaza se llamaba Plaza de la Independencia durante la monarquía libia, y fue rebautizada por Gadafi después de la revolución de 1969 como Plaza Verde, en alusión a su movimiento político, que dio lugar a la Yamahiriya.
La plaza estaba al lado del mar, pero la recuperación de tierras la ha dejado lejos de la costa.

## Guerra civil libia
De los acontecimientos que han tenido lugar desde el 20 de febrero de 2011 y que han formado parte de la guerra civil de ese mismo año, se ha recabado información tanto de protestas contra el gobierno (días 20 y 25 ) como de un acto político de adhesión a Gaddafi (día 25) que tuvieron lugar, unas y otro, en momentos diferentes en la misma Plaza Verde.  Debido a la violencia que hay en los últimos tiempos en esa ciudad, la plaza no está siempre concurrida.
 algunos canales de televisión rusos, que también mostraron imágenes de los libios en pleno festejo se enteraron de que las imágenes eran falsas por lo que las sacaron del aire, si bien continúan los reportes acerca de lo que “supuestamente” ocurre en Trípoli.
Expertos compararon varias escenas congeladas de Trípoli y llegaron a la conclusión de que estas nada tenían que ver con el área en cuestión de la capital Libia.
En algunos lugares, de la nada surgió una palmera de unos 15 años, que no estaba allí hace una semana, en otro lugar, desaparecía un cedro de unos 200 años. En algunas paredes, el estuco se desvaneció como también algunas ventanas, y así sucesivamente.

## Cambio de nombre
En la noche del 21-22 de agosto de 2011, los grupos rebeldes libios tomaron el control de la zona durante la Batalla de Trípoli y empezaron a referirse a ella con le nuevo nombre Plaza de los Mártires para disociar la plaza del gobierno de Gaddafi con el anterior nombre Plaza Verde y para conmemorar a quienes murieron en la lucha contra su gobierno dictatorial.  En la fiesta de Eid al-Fitr (31 de agosto) y el 2 de septiembre, decenas de miles de residentes de la ciudad, entre ellos muchas mujeres y niños, se reunieron en la Plaza de los Mártires para celebrar el fin de la era de Gaddafi.

## Galería

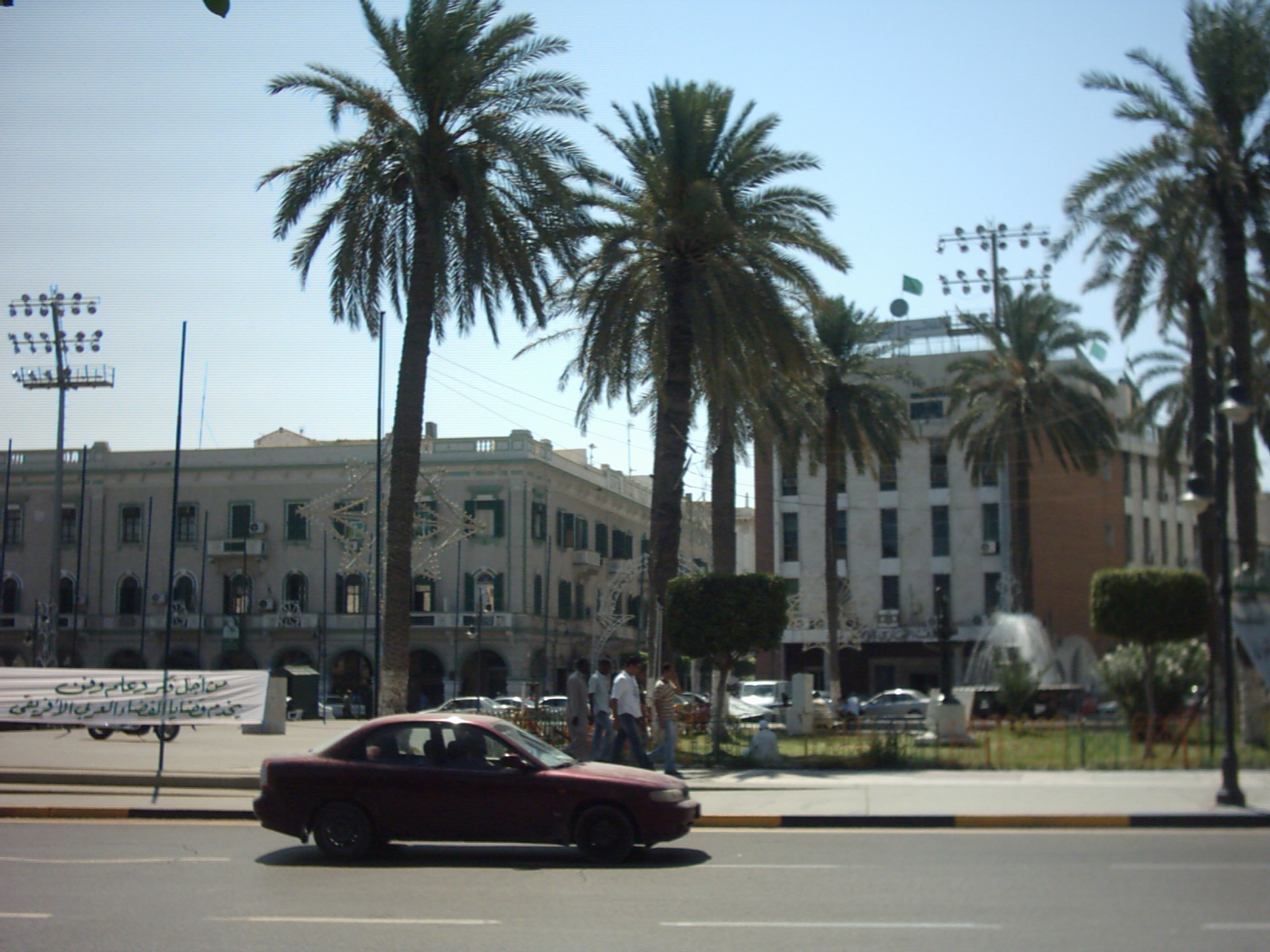
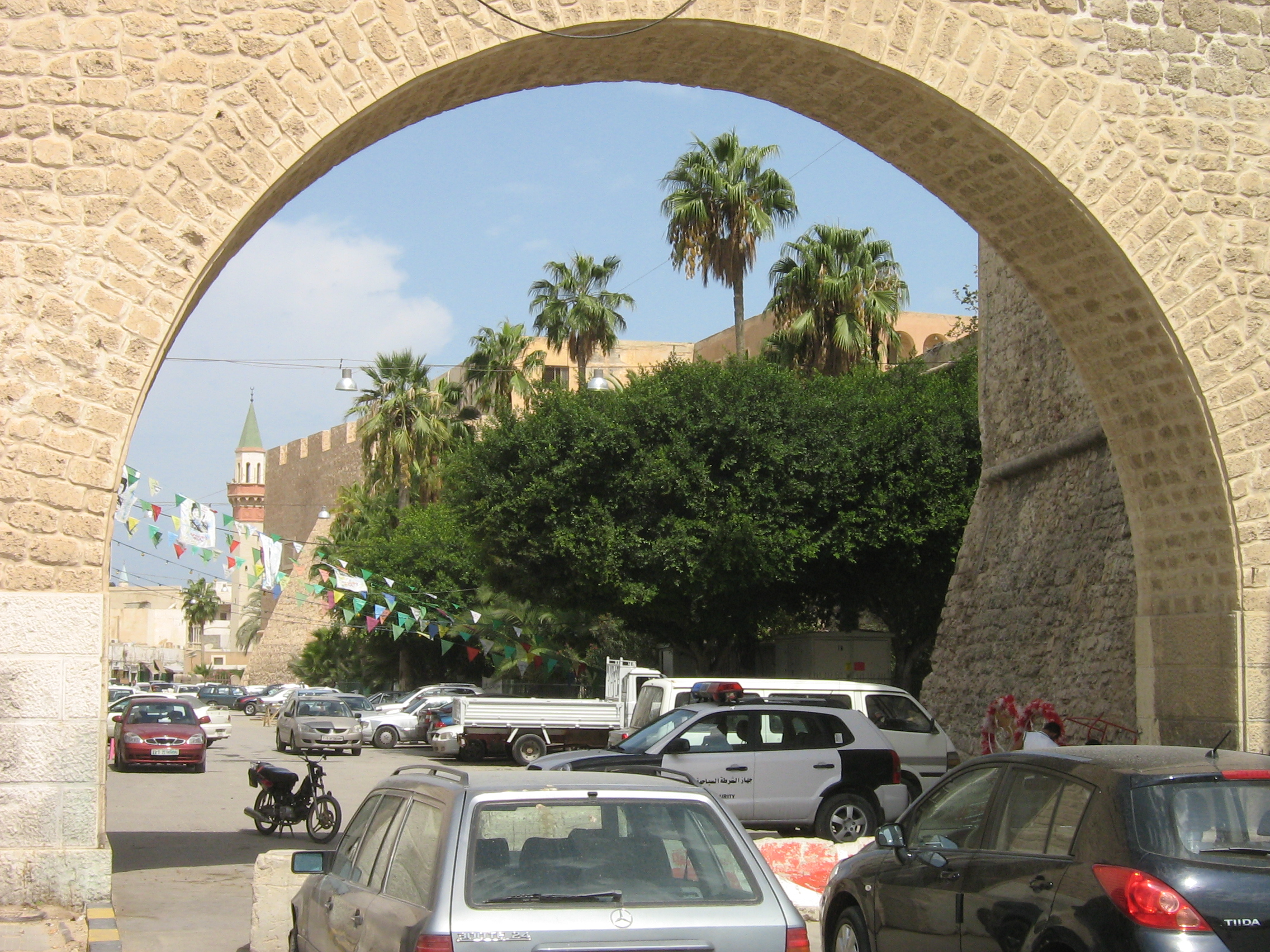
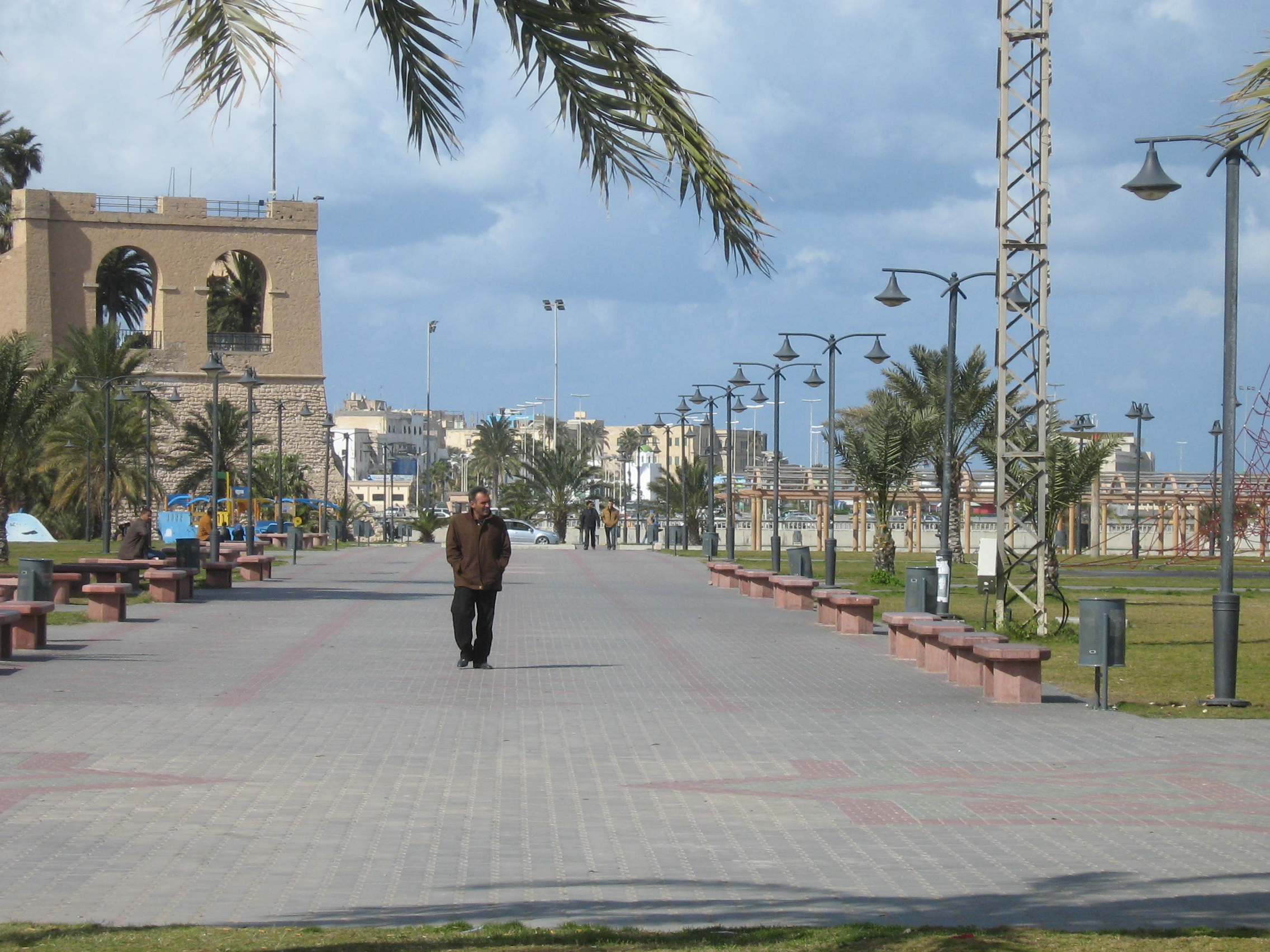
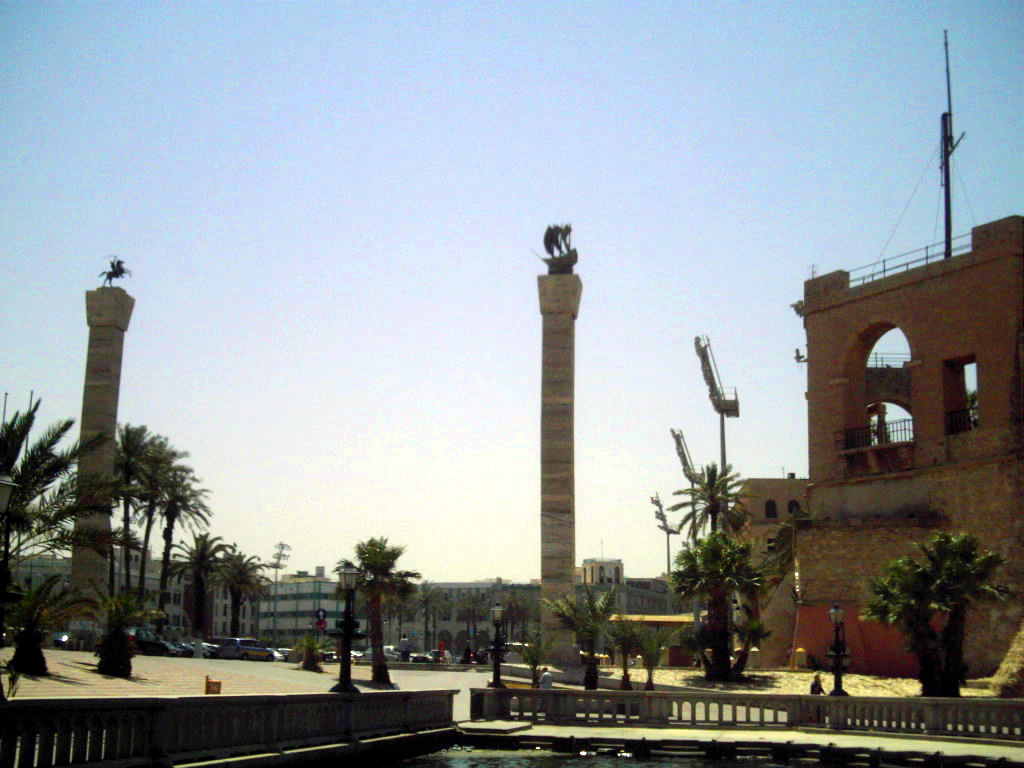